# КАТ судно

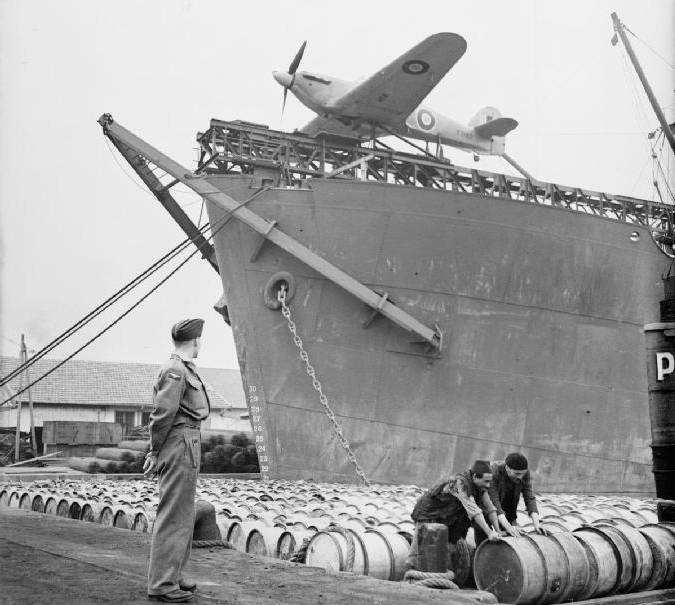
Hawker Sea Hurricane W9182 на катапульті КАТ судна

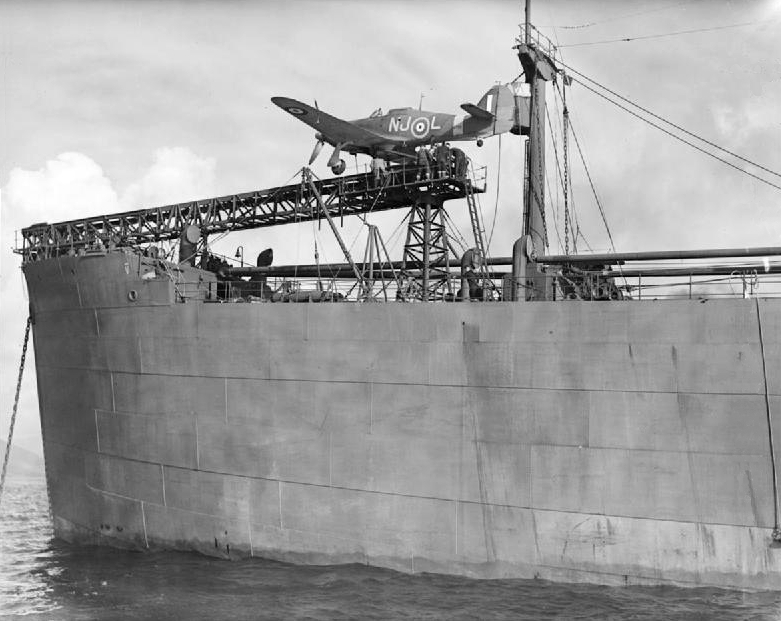
Hurricane IA перед запуском під час випробувань у Гріноку, 1941

КАТ судна — британські торгові судна часів Другої світової війни, які використовувались в атлантичних конвоях як імпровізований тимчасовий засіб до побудови достатньої кількості ескортних авіаносців. КАТ судно — акронім від «катапультне авіаносне торгове судно» (англ. catapult aircraft merchant ship).
Вони були оснащені ракетними катапультами, що запускали єдиний Hawker Hurricane, прозваний «Гаррікат» та «Ката-винищувач», призначений для знищення чи відлякування бомбардувальників, які атакували конвої. Передбачалося, що після виконання цієї місії літак буде втоплено, а пілот мав вистрибнути з парашутом поблизу конвою. КАТ судна й після модифікації продовжували перевозити свої нормальні вантажі.
Концепція цих суден була апробована на п'яти кораблях катапультування винищувача, які були військовими кораблями з екіпажами Королівського флоту. Але КАТ судна були цивільними суднами та їх екіпажі складалися з моряків торгового флоту.

## Походження
Німецькі Luftwaffe мали на озброєнні бомбардувальники Focke-Wulf Fw 200 Condor з радіусом дії близько 2,000 морських миль (3,700 км — 2,300 миль). Після падіння Франції ці літаки отримали можливість діяти з аеропорту Бордо. Звідти Fw 200-ті могли досягати маршрутів конвоїв на захід від Британії, знаходячись поза радіусом дії берегових винищувачів Королівських повітряних сил. Королівський флот не мав авіаносців, які б міг виділити для супроводження конвоїв. За таких умов Fw 200-ті могли слідувати за конвоями, завдавати бомбових ударів чи наводити на них підводні човни фактично без загрози для себе, що призводило до великих втрат британців.
Для протидії цій загрозі Адміралтейство організувало включення у склад флоту кораблів катапультування винищувачів — перебудованих суховантажів, оснащених єдиним винищувачем. Коли помічали ворожий бомбардувальник, винищувач запускали, аби збити, чи принаймні, відігнати ворожий літак. Fw 200 мав великі розміри та був відносно повільним, що перетворювало його на вразливу ціль. Після бою пілот мав вистрибнути з парашутом поблизу конвою, де його повинні були підібрати.
Після успішного застосування цих перших п'яти кораблів наступні аналогічно модифіковані судна вже не включалися до складу військового флоту і отримали офіційну назву КАТ. Перше КАТ судно Michael E, після випробувань у Белфасті вирушило з конвоєм OB 327  28 травня 1941 року. 2 червня воно було потоплене субмариною U-108.

## Бойові запуски з КАТ суден
У цілому з КАТ суден було здійснено 9 бойових запусків винищувачів. Вони збили 9 німецьких літаків (чотири «Condor», чотири «Heinkel» та один «Junkers 88»), один літак пошкодили та три відігнали від конвоїв. Вісім з дев'яти запущених «Hurricane» було втрачено, всіх пілотів врятовано, але один з них пізніше помер від отриманих під час десантування ушкоджень.

## Завершення програми
Після появи достатньої кількості ескортних авіаносців використання КАТ суден у атлантичних та арктичних конвоях припинилося у 1942 році. Катапульти було демонтовано у 10 з 26 уцілілих КАТ суден. Решта продовжила використовуватись у конвоях на Середземному морі та до Фрітауну. Бойовий запуск винищувача 28 червня 1943 року був останнім, 7 вересня 1943 року була знята катапульта з останнього КАТ судна. Дванадцять з 35 КАТ суден було потоплено. Ще два судна Cape Clear та City of Johannesburg, певний час були оснащенні макетами катапульти та літака з ціллю введення в оману противника наприкінці 1941 року.